# Marc Wübbenhorst
Marc Wübbenhorst (* 4. Dezember 1981 in Bielefeld) ist ein deutscher Pädagoge, Historiker, Autor und freischaffender Sprachlehrer. Er ist Stadtheimatpfleger von Bielefeld und Ortsheimatpfleger der Sennestadt.
Internationale Bekanntheit erlangte er durch seine Krankheit, den Diabetes insipidus renalis, und der auf dieser aufbauenden Informationskampagne Stay hydrated, in deren Kontext er nicht nur über seinen Zustand aufklärt, sondern auch mehr Bewusstsein für seltene Krankheiten allgemein und ein Netzwerk zum kommunikativen Austausch Betroffener geschaffen hat. In den deutschen Medien verlieh man ihm den Titel „Deutschlands durstigster Mann“.

## Leben
Marc Wübbenhorst wurde am 4. Dezember 1981 in Bielefeld geboren. Seine Familie stammt aus Ostfriesland und er selbst sieht sich als Friese. Er spricht den ostfriesischen Dialekt des Niederdeutschen, mit dem er aufgewachsen ist.
Nach dem Abitur am Wirtschaftsgymnasium studierte Wübbenhorst Erziehungswissenschaften mit der Spezialisierung auf Sonderpädagogik, Geschichtswissenschaft und zeitweise Religion an den Universitäten Bielefeld und Groningen. Bereits während des Studiums arbeitete er zunächst an der Comenius-Schule in der Sennestadt als Betreuer und Integrationshelfer, einer Förderschule, die 2014 geschlossen wurde.
Ab 2007 arbeitete Marc Wübbenhorst bei Alberts Architekten, einem Büro für soziale Architektur. Als Pädagoge fungiert er hier als Aufklärer wie auch als Moderator zwischen den unterschiedlichen Akteuren bei Projekten der Stadtentwicklung und des Schulbaus.
Bis März 2010 war Wübbenhorst Mitarbeiter beim Projekt Niederdeutsch in Westfalen der Universität Bielefeld.
Marc Wübbenhorst arbeitet heute als freiberuflicher Dozent für Projekte der kulturellen Bildung, als Coach sowie als Dozent für Plattdeutsch, Niederländisch und Friesisch. Neben den vorgenannten Sprachen spricht er ebenfalls Englisch. Auch verfügt er über Kenntnisse des Französischen, Spanischen, Schwedischen und Indonesischen.

## Krankheit
Seit seiner Geburt hat Marc Wübbenhorst eine seltene Krankheit, die seinen Körper sehr schnell austrocknen lässt: den renalen bzw. nephrogenen Diabetes insipidus (kurz DIR oder NDI). Statistisch hat nur etwa eine Person unter 250 000 Menschen diese Nierenkrankheit, die in ihrer schwersten Form erblich auftritt. Den renalen Organen ist es nicht möglich, die Flüssigkeit lange genug zu halten, um dem Körper genug von dieser zurückzuführen. Entsprechend müssen Betroffene pro Tag bis zu 20 Liter Wasser zu sich nehmen, sonst treten Beeinträchtigungen (z. B. Schlaflosigkeit aufgrund häufigen nächtlichen Wasserlassens) sowie Schäden körperlicher (u. a. trockene Haut, Krämpfe) wie psychischer Art (bspw. Verwirrtheit, Lethargie) bis hin zur Dehydratation auf.
Auch wenn der DIR ihn sein Leben lang vor besondere persönliche Herausforderungen gestellt hat, sieht Wübbenhorst diesen heute in einem differenzierten Licht: Laut eigener Aussage seien durch häufige Erklärungen zu dieser Erbkrankheit seine kommunikativen und diplomatischen Fähigkeiten gefördert worden, was ihn letztlich zu der Person gemacht habe, die er heute ist. Mittlerweile hat sich sein unheilbarer Zustand durch die Einnahme von Diuretika nachhaltig gebessert.

## Kulturelles und soziales Wirken
Seit 2017 ist Marc Wübbenhorst offizieller Ortsheimatpfleger der Sennestadt und seit 2024 Stadtheimatpfleger Bielefelds. In ersterer Position ist er grundsätzlich Mitglied des Vorstandes beim Sennestadtverein, dem er bereits zuvor als stellvertretender Vorsitzender angehörte. (Beim Sennestadtverein handelt es sich um den größten Kultur- und Heimatverein dieser Art in Bielefeld.) Zugleich ist Wübbenhorst Mitglied des Westfälischen Heimatbundes. Sein Fokus bei dieser ehrenamtlichen Tätigkeit liegt vor allem bei den Bereichen der Geschichte, Kultur, Bildung und dem Thema der Inklusion.
Er versucht insbesondere die Jüngeren für ihre lokale Heimat zu begeistern. 2018 konstatierte er in einem Interview zum Thema Heimat, dass man diesen Begriff nicht einfach den politisch Rechten überlassen dürfe. Er ist Mitglied der Bielefelder Sozialdemokraten. Für diese saß er als stellvertretendes beratendes Mitglied bis Ende Mai 2021 im Beirat für Behindertenfragen des Stadtrates.
Im Rahmen der Ortsheimatpflege ist Wübbenhorst Stadtführer. Hierbei bringt er seine Sprachkenntnisse ein und bietet Führungen in Deutsch, Englisch, Niederländisch und seit einigen Jahren auch auf Plattdeutsch an.
Neben seiner Arbeit als Sprachlehrer und seinen Stadtführungen auf Plattdeutsch betreibt er auch einen Podcast in dieser Sprache. Ebenso verfasst er eigene Werke in seiner Muttersprache. Er veröffentlichte ab 2024 mehrere Plattdeutschsprachige Musikalben. Als Prädikant i. A. wird Wübbenhorst in der Niederdeutschen Wortverkündung in der Evangelischen Kirche von Westfalen eingesetzt.

### InitiativeStay hydrated
Im Jahr 2017 startete Marc Wübbenhorst eine Kampagne, um auf seinen nephrogenen Diabetes insipidus aufmerksam zu machen. Er benutzt sich hierbei selbst als Beispiel für jemanden, der von einer seltenen und in der Öffentlichkeit wenig bekannten Krankheit betroffen ist, und berichtet von seinen persönlichen Erfahrungen. Die Initiative stellt Kontakte her und bietet ein Forum für den Austausch zwischen Betroffenen. Zugleich gibt sie umfassende Informationen zum NDI und stellt somit auch eine Anlaufstelle für Menschen dar, die mehr über diese seltene Krankheit erfahren möchten.
Allgemein soll die Kampagne mehr Bewusstsein für seltene Erkrankungen aller Art stiften und der breiten Bevölkerung vor Augen führen, wie die Betroffenen tagtäglich mit ihren Einschränkungen umgehen müssen. Ein besonderer Fokus liegt hierbei auf solchen Krankheiten, bei denen die Auswirkungen nicht auf den ersten Blick zu erkennen sind. Der DIR wird hier von Wübbenhorst als Musterbeispiel verwendet.
Seit der Gründung der Initiative Stay hydrated („Bleib(t) hydriert.“) wurde über Webseiten und die sozialen Medien (Facebook, Instagram, YouTube) ihre digitale Präsenz kontinuierlich erweitert. Diese gesteigerte Öffentlichkeitsarbeit eröffnet für Betroffene und Interessierte auch die Möglichkeit, sich mit der wissenschaftlichen Fachwelt auszutauschen und Kontakte zu erschließen.
Der Name Stay hydrated ist an die plattdeutsche Redewendung „Hol di fuchtig“ angelehnt, was etwa „Bleib gesund“ auf Hochdeutsch bedeutet. Der Ausdruck wird ebenfalls für die Initiative verwendet.
Über die letzten Jahre konnte Marc Wübbenhorst weltweit immer mehr Menschen mit seiner Aufklärungsarbeit zu den Themen DIR und seltene Erkrankungen erreichen. (Laut eigenen Angaben erreichte er eine Reichweite von etwa 300 Millionen Menschen.) Vor allem verschiedene deutsche Medien, darunter Zeitungen und Magazine (wie etwa die BILD) oder Fernsehsendungen wie Galileo (Pro7), das Sat.1 Frühstücksfernsehen oder das Nachtcafé (SWR) trugen zur Bekanntheit seiner Person und seiner Kampagne bei.
International beachtet worden ist sein Fall bereits 2018 durch einen Beitrag in der Sendung Body Bizarre des Senders TLC. Es berichteten selbst Medien in Indien, Singapur und Indonesien von seinem Fall.

### Hans-Bernhard-Reichow-Gesellschaft
Siehe Hauptartikel: Hans-Bernhard-Reichow-Gesellschaft
Seit 2016 ist Marc Wübbenhorst Vorsitzender der Hans-Bernhard-Reichow-Gesellschaft, einem rechtlich eingetragenen Verein, der 2009 in Schwalbach am Taunus anlässlich des 110. Geburtstags Reichows und des 50. Jubiläums des Wettbewerbes zur Planung der Limesstadt gegründet worden ist. Dessen Mitglieder stimmten 2016 für den Umzug des Vereins in die Sennestadt.
Der Verein würdigt das Schaffen seines Namensgebers und arbeitet dessen sowie andere deutsche Nachkriegsarchitektur kritisch und wissenschaftlich auf. Die von Wübbenhorst als Ortsheimatpfleger und Pädagoge geleiteten Hauptaufgaben liegen in den Bereichen der Förderung der Baukultur, deren Erforschung und der entsprechenden Vermittlung gegenüber der Öffentlichkeit. Zudem betreiben die Mitglieder Kontaktpflege zwischen den von Reichow geplanten und betreuten Städten bzw. Stadtvierteln.

## Publikationen
Im Rahmen seiner beruflichen wie ehrenamtlichen Aktivitäten hat Marc Wübbenhorst mehrere Publikationen verfasst bzw. an solchen mitgewirkt. Nachfolgend findet sich eine Auswahl an Beiträgen in Sammelbänden, Zeitschriften und Handreichungen (in chronologischer Reihenfolge):
- Herkströter, Christoph, Wübbenhorst, Marc, Friedrich von Bodelschwingh d. Ä. und die Anfänge der Wandererfürsorge; in: Ravensberger Blätter (2/2017). Obdachlos. Bethel und die Geschichte der Wohnungslosenhilfe, Bielefeld 2017, S. 3–11.
- Sennestadt GmbH (Hg.), Gutes Klima im Quartier, Bielefeld 2017.
- Behrens, Grit et al., Smart Monitoring System of Air Quality and Wall Humidity Accompanying an Energy Efficient Renovation Process of Apartment Buildings; in: Otjacques, B., Hitzelberger, P., Naumann, S., Wohlgemuth, V. (Eds.), From Science to Society. New Trends in Environmental Informatics, Basel 2018, p. 181–190.
- Wübbenhorst, Marc, Forum V. Heimatvereine als Akteure und Partner der kulturellen Bildung; in: OstWestfalenLippe GmbH (Hg.),  Tagungsband der 13. OWL Kulturkonferenz. Gehen oder bleiben. Kulturelle Angebote als Bindefaktoren für Jugendliche im ländlichen Raum, Bielefeld 2020, S. 39 f.
- Duda, Jana, Wübbenhorst, Marc, u. a., Junges Engagement. „Gehen oder bleiben?“. Kultur als Faktor für Heimatbindung von Jugendlichen. / Empfehlungen im Nachgang zur 13. OWL-Kulturkonferenz; in: Heimat Westfalen (33. Jahrgang, 2/2020), Münster 2020, S. 28 ff.
- Wübbenhorst, Marc, Partizipation einfach gemacht? Teilhabe und Inklusion in der Kulturellen Bildung, Heimat- und Stadtentwicklung; in: Hericks, Nicola (Hg.), Inklusion, Diversität und Heterogenität. Begriffsverwendung und Praxisbeispiele aus multidisziplinärer Perspektive, Wiesbaden 2021, S. 159–176.